# Valparaiso (Floryda)
Valparaiso – miasto w Stanach Zjednoczonych, w stanie Floryda, w hrabstwie Okaloosa.